# تاریخ فلسطین
تاریخ فلسطین مطالعه گذشته در منطقه فلسطین است که به عنوان منطقه‌ای جغرافیایی بین دریای مدیترانه و رود اردن (جایی که امروز اسرائیل و فلسطین در آن هستند) و سرزمین‌های مختلف مجاور واقع در یک نقطه استراتژیک بین اروپا، آسیا و آفریقا و زادگاه یهودیت و مسیحیت تعریف شده‌است. منطقه دارای سابقه پر آشوب به عنوان یک چهار راه برای ادیان، فرهنگ، تجارت، و سیاست است. فلسطین توسط چندین پادشاهی مستقل و قدرت‌های بزرگ، از جمله مصر باستان، ایران، اسکندر مقدونی و جانشینان وی، امپراتوری روم، چندین سلسله از حکومت مسلمان و صلیبی‌ها کنترل شده‌است.
در دوران مدرن، منطقه تحت سلطه امپراتوری عثمانی، سپس پادشاهی متحده بود. از سال ۱۹۴۸، فلسطین به اسرائیل، کرانه باختری و نوار غزه تقسیم شده‌است. اصطلاحات دیگر تقریباً برای همان منطقه جغرافیایی شامل کنعان، سرزمین اسرائیل و سرزمین مقدس است.

## دوره ماقبل تاریخ
اولین بقایای انسان در فلسطین در عبیدیه حدود ۳ کیلومتری جنوب دریای جلیل (دریاچه طبریه)، در دره ریفت اردن یافت شد. قدمت بقایای این اثر مربوط به سال‌های پلیستوسن است. ۱٫۵ میلیون سال پیش آثاری از مهاجرت اولیه انسان راست‌قامت به آفریقا بوده‌است که در این سایت تیشه مشتی از نوع آشولی را به همراه داشت.

## عصر برنز

### پادشاهی نوین مصر

پادشاهی جدید در حداکثر وسعت سرزمینی خود در قرن پانزدهم قبل از میلاد

پادشاهی نوین مصر دوره‌ای تاریخی از مصر باستان میان سده‌های ۱۶ تا ۱۱ پیش از میلاد مسیح است که دودمان‌های پادشاهی هجدهم، نوزدهم، و بیستم این کشور را پوشش می‌دهد. پادشاهی نوین پس از دوره موسوم به «دوره میانی دوم» مستقر شد و نابودیش نیز همراه با آمدن دوره سوم میانی بود. این هنگام از تاریخ مصر شاهد بیشترین ثروت و اوج قدرت شاهنشاهی باستانی مصر بود.

## عصر آهن: کنعانیان، بنی اسرائیل و فلسطینیان
فلسطینی‌های باستان قومی بودند که در زمان ورود قوم اسرائیلی باستان به منطقه در کرانهٔ جنوبی کنعان می‌زیستند. به زیستگاه این قوم فلسطین یا فلسطینیه گفته می‌شود. ریشه، اصلی این قوم مورد مناقشه است ولی شواهد تازهٔ باستان‌شناسی گویای تماس فرهنگی اولیهٔ ایشان با تمدن میسنی یونان است. با اینکه فلسطینی‌ها زبان و فرهنگ کنعانی‌ها را پذیرفتند ولی برای برخی از واژه‌های فلسطینی ریشه هندواروپایی پیشنهاد شده‌است.
کنعان منطقه‌ای باستانی در جنوب سوریه است که حدوداً از دویست سال پیش از میلاد به منطقهٔ فلسطین تعمیم داده‌است و امروزه فلسطین، اسرائیل، لبنان، اردن و سوریه بخشی از آن را در خاک خود دارند. این منطقه در دورهٔ عمارنه در پایان عصر برنز اهمیت ویژه‌ای داشته چرا که محل پیوند روابط امپراتوری‌های باستانی مصر، هیتی و آشور بوده‌است. نام این منطقه در نوشته‌های مربوط به هزارهٔ چهارم پیش از میلاد آمده‌است و بعدها در نامه‌های عمارنه به صورت کیناحو (Kinaḫḫu) ذکر می‌شود. این در حالی است که منابع پادشاهی نوین مصر به عملیات نظامی متعدد در کا-نا-نا (Ka-na-na) اشاره می‌کنند.

## دوره ایرانی‌ها

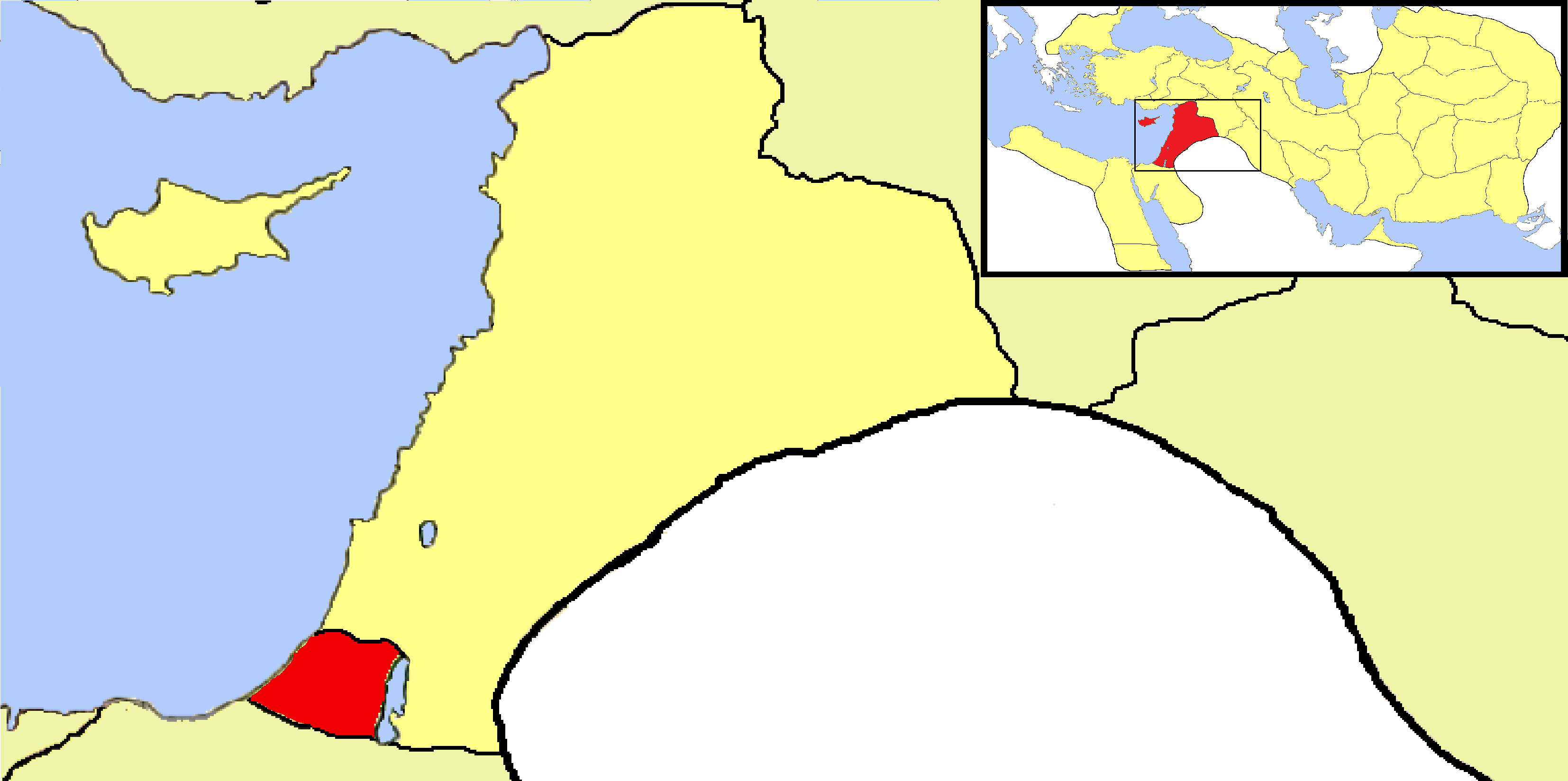
جایگاه ساتراپی یهود مدیناتا

پس از فتح امپراتوری بابل توسط کوروش بزرگ در سال ۵۳۹ پ.م.، سرزمین فلسطین نیز، به بخشی از قلمرو هخامنشی تبدیل شد. حداقل پنج ساتراپی کوچک، در این منطقه وجود داشت: یهود مدینه، سامریه، غزه، اشدود، و اشکلون. در همین حال دولت‌شهرهای فنیقی در لبنان امروزی بمانند: صور، صیدا، جبیل، ارواد، دُور به رونق خود ادامه دادند، و قبایل عرب نیز در بیابان‌های جنوبی ساکن بودند.
کوروش برخلاف حکمان پیشین که با استفاده از تبعیدهای دسته جمعی کنترل جمعیت‌های مطیعشان را در دست داشتند، کوروش فرمانی را صادر کرد که به ملت‌های تحت سلطه آزادی مذهبی اعطا می‌کرد. ایرانی‌ها، تبعیدیان را در سرزمین خود اسکان داده و به آن‌ها اجازه دادند معابدشان را بازسازی کنند. به گفته برخی از محققان، این سیاست به آن‌ها کمک کرد تا خود را به عنوان فردی آزادی‌خواه معرفی کنند، که سبب محبوبیت کوروش در نزد مردم تابع می‌شد.
در سال ۵۳۸ پ.م.، ایرانی‌ها اجازه بازگشت یهودیان، به اورشلیم را دادند. یهودیان، در محلی به نام یهود مدینه یا یهودیه ساکن شده و یک ساتراپی یهودی خودمختار، تابع هخامنشی‌ها را تأسیس کردند. اولین معبد در اورشلیم که توسط بابلی‌ها ویران شده بود، تحت نظارت جمعیت یهودی بازگشته، بازسازی شد.
پس از مدتی دگرگونی‌های عمده مذهبی در یهودیه رخ داد. در آن دوره بود که دین یهودی‌ها منحصراً یکتاپرستی (یهوه‌پرستی)شد و وجود خدایان دیگر اکنون انکار می‌شد. پیش از این، یهوه، خدای یهودیان، به عنوان یک خدا در میان بسیاری خدایان پرستیده می‌شد.
ناحیه سامریه نیز سکونت‌گاه سامری‌ها بود، آن‌ها نیز گروهی قومی- مذهبی بودند، که مانند یهودیان یهوه را می‌پرستند و ادعا دارند که از نسل بنی اسرائیل هستند. عموماً اعتقاد بر این است که سامری‌ها، مردمی بودند ترکیبی، از آشوری‌ها که با برخی از یهودی‌های باقی‌مانده در آن منطقه زندگی می‌کردند. فرقه معبد سامری‌ها، که در اطراف کوه جریزیم متمرکز بود، با فرقه معبد یهودی‌ها در اطراف کوه موریا در اورشلیم، در رقابت بود، که سبب خصومتی طولانی میان این دو گروه شده بود.
یکی دیگر از مردم سرزمین فلسطین ادومی‌ها بودند. سرزمین آن‌ها شامل ناحیه جنوبی اردن امروزی می‌شد، اما آن‌ها بعداً توسط قبایل کوچ نشینی که از شرق می‌آمدند، از جمله نبطی‌ها، به سمت غرب رانده شدند و به همین دلیل به بخش‌های جنوبی یهودیه مهاجرت کردند. این مهاجرت یک یا دو نسل قبل از فتح پادشاهی یهودا توسط بابلی‌ها آغاز شده بود، اما با ضعیف شدن یهودا سرعت آن شتاب گرفت. سرزمین آن‌ها به ادومیا معروف بود.
در اواخر قرن ششم و پنجم پیش از میلاد، ایرانی‌ها به پادشاهان فنیقی صور و صیدا، مستقر در لبنان امروزی، از دشت ساحلی تا اشدود را واگذار کردند. این اقدام شاید برای تسهیل تجارت دریایی یا به عنوان بازپرداختی برای خدمات دریایی آن‌ها بوده باشد. تقریباً در همان زمان، جلیل بالا نیز به صور داده شد. تا میانه قرن چهارم، فنیقی‌ها کل ساحل شرقی دریای مدیترانه از اشکلون تا دشت ساحلی جنوبی را در اختیار داشتند.
قبایل عرب کوچ نشین نیز در صحرای نقب حضور داشتند. آن‌ها به دلیل کنترلشان بر مسیرهای تجاری بیابانی که از غزه در شمال، که یک مرکز تجاری مهم بود، تا شبه‌جزیره عربستان در جنوب کشیده شده بود، برای ایرانیان اهمیت استراتژیک و اقتصادی بالایی داشتند. این اقوام بر خلاف مردم ساتراپی‌ها، با هخامنشی‌ها «روابط دوستانه» داشتند، و تا حدودی از آن‌ها مستقل بودند. تا اواسط قرن چهارم، قیداری‌ها قبیله‌ای مسلط بر این منطقه بودند که قلمرو آن‌ها از حجاز در جنوب تا نقب در شمال ادامه داشت. در حدود سال ۳۸۰ پ.م.، قیداری‌ها به شورش نافرجامی علیه ایرانی‌ها پیوستند و در نتیجه امتیاز تجاری صمغ کندر خود را از دست دادند. امتیازات تجاری توسط نبطی‌ها، قبیله‌ای عرب که پایتخت آن در پترا در فرااردن بود، تصاحب شد. آن‌ها در نقب مستقر شدند و در آنجا تمدنی شکوفا ساختند.
با وجود جنگ‌های ایران و یونان، تأثیرات فرهنگی یونان به‌طور پیوسته در این مناطق افزایش یافت. سکه‌های یونانی در اواخر قرن ششم و اوایل قرن پنجم شروع به گردش کردند. بازرگانان یونانی در قرن ششم پست‌های تجاری در امتداد ساحل تأسیس کردند که از آنجا سرامیک‌های یونانی، آثار هنری و سایر اقلام لوکس وارد منطقه می‌شد. این اقلام محبوب بودند و هیچ خانواده مرفه‌ای در فلسطین فاقد سفال یونانی نبود. سفال‌گران محلی از کالاهای یونانی تقلید می‌کردند، اگرچه کیفیت کالاهایشان پایین‌تر از یونانی‌ها بود. یهودیه در ربع دوم قرن چهارم شروع به ضرب سکه کرد.
در سال ۴۰۴ پ.م.، مصر به سلطه ایران پایان داد و شروع به گسترش دامنه نفوذ و قدرت نظامی خود در فلسطین و فنیقیه کرد که منجر به رویارویی با ایران با آن‌ها شد. برای مدت کوتاهی، مصر هر دو ساحل فنیقیه را تحت کنترل داشت. در نهایت نیز مصر در سال ۳۴۵ پ.م. توسط ایران فتح شد.
در قرن ششم، آرامی زبان رایج در شمال، در جلیل و سامریه، و جایگزین عبری به عنوان زبان گفتاری در منطقه فلسطین، و سپس زبان منطقه شد. عبری هنوز در یهودا مورد استفاده قرار می‌گرفت. با این حال، یهودی‌های تبعیدی بازگشته، نفوذ آرامی را بازگرداندند، و آرامی برای برقراری ارتباط با سایر اقوام در طول دوره ایرانی‌ها مورد استفاده قرار می‌گرفت. عبری نیز به عنوان زبانی خاص طبقه بالا و به عنوان یک زبان مذهبی باقی ماند.

## دورهٔ رومی
در نتیجهٔ اولین جنگ یهودیان-رومیان (۶۶–۷۳)، اورشلیم غارت شد؛ معبد دوم نابود شد؛ و تنها، دیوار غربی باقی‌ماند. در سال ۱۳۵، پس از سقوط شورش شورش یهود به رهبری بار کخبا در ۱۳۲، پادشاه روم هادریان اکثر یهودی‌ها را از سرزمین یهود بیرون راند و بنابراین بسیاری از یهودی‌ها در سامره و ایالت جلیل به سر می‌بردند. وی همچنین نام ناحیهٔ رومی یهود (اسرائیل) را به سوریه فلسطین تغییر داد. رومی‌ها همچنین برای ایجاد جنگ روانی سعی بر تغییر نام اورشلیم به آلیا کپیتولینا کردند که این نام جدید دوام نیافت. با گذشت زمان از نام سوریه فلسطین تنها فلسطین باقی‌ماند و در طول این مدت فلسطین به بخشی سیاسی و اجرایی در داخل قلمروی امپراتوری روم تبدیل شده بود.

#### سوریه فلسطین
یکی از استان‌ها در امپراتوری روم، بین سال‌های ۱۳۵ و ۳۹۰ بود. این استان از ادغام سوریهٔ روم و یهودیهٔ روم و درپی شکست شورش بارکوخبا در ۱۳۵ میلادی توسط هادریانوس تشکیل شد. مدتی کوتاه پس از ۱۹۳ مناطق شمالی منقسم شدند به طوری که سوریه کوئله (Syria Coele) در شمال و فونیسه (Phoenice) در جنوب تأسیس شدند و استان سوریه فلسطین به یهودیه تقلیل یافت.

## قرون وسطی

### دوره‌های راشدین، اموی و عباسی
خلافت ابوبکر با دو بحران سرپیچی گروهی از مسلمانان از پرداخت زکات و پیامبران نو ظهور همراه بود که ابوبکر با این دو گروه وارد جنگ‌هایی به نام جنگ‌های ارتداد گشت. پس از تسلط بر شبه جزیره عربستان، مسلمانان وارد جنگ با ساسانیان و بیزانس شدند و توانستند در جبههٔ عراق بر سرزمین‌های غربی فرات از جمله حیره، الانبار دومه جندل در جبههٔ شام بر بخش جنوبی سوریه و فلسطین چیره شوند.
خلافت فاطمی در سال ۹۰۹م در شمال آفریقا بنیان نهاده شد و به زودی به سیسیل، مصر، فلسطین و سوریه گسترش یافت و در دوران حکومت هشتمین خلیفهٔ فاطمی، المستنصربالله (وفات ۱۰۹۴م) به اوج قدرت خود رسید. در طول این دورهٔ حدوداً دو قرنی، فاطمیان یک حکومت مرفّه همراه با شادابی عقلانی، اقتصادی و فرهنگی قابل ملاحظه‌ای را پدیدآوردند.
پس از جنگ ملازگرد، سلجوقیان در سال ۱۰۷۱ م به اوج قدرت خود رسیدند؛ اما پس از مرگ آلب‌ارسلان و ملکشاه در سال ۱۰۹۲ م اوضاع رو به آشفتگی رفت و ترکان سلجوقی درگیر جنگی داخلی شدند که منجر به تقسیم حکومت و امپراتوری سلجوقی شد. در این زمان عراق صحنه آشوب‌ها و انقلاب‌هایی بود که به وسیلهٔ اعراب و ترک‌ها رهبری می‌شد. اما در شام، تتش در سال ۱۰۹۵ م درگذشت و پسرانش رضوان، حاکم حلب، و دقاق، حاکم دمشق، پس از کوشش‌های فراوان بر اوضاع مسلط شدند. اورشلیم به حکومت ارتقیان انتقال یافت. طرابلس زیر سلطه شیعیان بنی عمار بود. فاطمیان مصر با استفاده از این آشفتگی به گسترش اراضی خویش در فلسطین پرداختند و اورشلیم را تسخیر کردند و موصل در زیر فرمان کربغا قرارداشت.